# Клавдія Валуа (герцогиня Лотарингії)
Клавдія Валуа або Клавдія Французька (фр. Claude Valois; 12 листопада 1547, Фонтенбло — 21 лютого 1575, Нансі) — друга дочка Генріха II і Катерини Медичі.

## Біографія
Клавдія виховувалася разом з Єлизаветою Французькою і Марією Стюарт. В 11 років була видана в шлюб з Карлом III, герцогом Лотарингії. Ця скромна, кульгава, горбата принцеса була улюбленою дочкою Катерини Медічі. Вона часто залишала Нансі, столицю Лотарингії, щоб пожити поруч зі своєю матір'ю при французькому дворі.

## Родина
Чоловік — Карл III  (1543—1608), герцог Лотаринзький
Діти:
- Генріх (1563—1624) — герцог Лотарингії і Бару.
- Христина (1565—1637) — в 1587 стала дружиною Фердинандо I Медічі, великого герцога Тоскани (1549—1609)
- Карл (1567—1607) — кардинал Лотаринзький, єпископ Меца (1578—1607), потім Страсбурга (1604-07)
- Антуанетта (1568—1610) — в 1599 стала дружиною Йоганна-Вільгельма (1562—1609), герцога Юліха і Берга
- Анна (1569—1676)
- Франциск (1572—1632) — герцог Лотарингії і Бару.
- Катерина (1573—1648) — настоятелька абатства Ремірмон
- Єлизавета (1575—1636) — в 1599 році стала дружиною Максиміліана I (1573—1651), курфюрста Баварії
- Клавдія (1575—1576)

## У масовій культурі
- Роль Клавдії Валуа в серіалі «Царство» виконала британська акторка Роуз Вільямс.